# キャリサ・ヤン
キャリサ・ヤン（甄穎珊、簡体字: 甄颖珊, 拼音: zhēn yǐngshān。1980年11月2日 - ）は、香港で活躍する歌手、俳優である。ワンドル・プロダクション所属。

## 人物・経歴
- 2004年に許冠傑（サミュエル・ホイ）によって見出され、香港芸能界デビュー。芸能界デビュー前はモデルとして活躍していた。
- 2006年には、ミスアジア・香港マカオ特別区の区予選大会に参加。
- 2007年、陳楽榣（アリー・チャン）、石詠莉（スキー・シェック）と共にFreezeを結成。

## 出演作品

### 映画
- 『女板PTU之偶然陷阱』
- 『無間行動』
- 『致命贖金』
- 『力王之力皇中皇』
- 『新扎師姐』
- 『功夫食神』
- 『夏日冬陰功』
- 『迷離境介之鬼車』
- 『嫁個有銭人』
- 『Fing 頭一簇之K王之王』
- 『自従他来了』
- 『第一百日』
- 『怪異集Ⅱ之快離開吧』
- 『猛鬼女社工』
- 『鬼咁過癮』
- 『女人本色』
- 『奪帥』 - リサ 役
- 『六楼後座2家属謝礼』

### テレビ番組
- 唔使怕醜

## 広告
- Jolly Shandy?(Kiss)
- 壽桃牌-生麺皇
- フォートレス
- トヨタ自動車
- コカ・コーラ
- ロビンソン食品
- 七宝一丁公仔麺
- ウェルカム・スーパーマーケット
- 立体影像ブライダル
- 唐安麒Angel Face
- 真善美繊梅
- i-EMP
- Galderma
- ソニー
- 位元堂
- PARKnSHOPスーパーマーケット
- Sunday携帯電話
- メンソレータム
- シームーンス関連商品
- ドラゴン・センター、アップル・ショッピング